# Estação Agüero
A Estação Agüero é uma das estações do Metro de Buenos Aires, situada em Buenos Aires, entre a Estação Pueyrredón e a Estação Bulnes. Faz parte da Linha D.
Foi inaugurada em 05 de setembro de 1938. Localiza-se no cruzamento da Avenida Santa Fe com a Rua Agüero. Atende o bairro de Recoleta.